# Wikiwand
Wikiwand是一款能够改变维基百科条目界面的专有软件，2013年由利奥尔·格罗斯曼（Lior Grossman）和依兰·勒温（Ilan Lewin）创建，2014年8月正式上线。软件界面包含工具栏菜单、导航栏、其他语言版本的个性化链接、新版面和链接条目的预览。内容列表将在左侧不断显示。
格罗斯曼开发软件是为了克服维基百科给自己的不满，他曾认为“我們無法忍受世界上第五名受欢迎的网站，全球有五亿人使用的一個网站的界面竟然有好幾十年没有更新。我们意識到维基百科的界面杂乱，很难阅读（小文章文本框过大），很难浏览，整體而言缺乏可用性」。

## 商业模式
Wikiwand筹集了60万美元以支持改进界面的开发。该接口可用于Chrome、Safari和Firefox以及Wikiwand的网站。公司希望借助整合教科书、文章和课程的广告来盈利。项目表示打算将30%的利润捐给维基媒体基金会。
2015年3月，Wikiwand发布了让移动端用户更容易访问维基百科界面的iPhone应用程序。